# Satanic Slaughter
Satanic Slaughter est un groupe de black metal suédois, originaire de Linköping, dans le comté d'Östergötland. le groupe est initialement formé en 1985 par Ztephan Dark. Après de nombreux albums studio, l'histoire du groupe s'arrête définitivement après la mort de son créateur et unique membre, Dark.

## Biographie
Le groupe est initialement formé en 1985 sous le nom de Evil Cunt à Linköping, dans le comté d'Östergötland, par Ztephan Dark. Evil Cunt, un nom politiquement incorrect, deviendra Satanic Slaughter la même année. Ztephan est ensuite rejoint par le chanteur Moto Jacobsson, le bassiste Ron B. Goat et Pontus Sjösten, le batteur du groupe Total Death. Les guitaristes Mikki Fixx, Jörgen Sjöström et Patrik Strandberg seront aussi recruté en 1985. Un second batteur, Peter Svedenhammar, est aussi recruté la même année. 
Satanic Slaughter évolue en 1987 avec l'arrivée de Toxine (a.k.a. Tony Kampner) à la guitare et de Mique à la batterie. Le groupe évolue une nouvelle fois avec l'arrivée de Jonas Hagberg à la guitare, Patrik Kulman à la basse, et Robert Falstedt à la batterie. Le groupe produit sa première démo, One Night in Hell, en 1988. Il se construit peu de temps après une nouvelle formation avec Dark, le guitariste Janne Karlsson et le bassiste Peter Blomberg. En 1989, cependant, le groupe se sépare après l'incarcération de Ztephan Karlsson (alias Ztephan Dark) pour agression. Le groupe se réunit de nouveau en 1992 avec d'anciens membres du groupe de death metal suédois Séance, soit Toxine, le batteur Mique et les guitaristes Patrick Jensen et Richard Corpse. Un concert de réunion est organisé à Linköping avec Séance, le 20 novembre 1994.
Le premier album éponyme est produit en 1995 avec le label Necropolis Records. Le deuxième album, Land of the Unholy Souls, est produit l'année suivante avec le même label. En 1997, tous les membres du groupe à l'exception de Ztephan Dark quitte Satanic Slaughter pour former le groupe de thrash metal Witchery. Ztephan Dark décide de reformer Satanic Slaughter avec de nouveaux membres. C'est avec ce nouvel alignement que l'album Afterlife Kingdom est produit en 2000 sous le label Loud n'Proud Records.
Le groupe effectue plusieurs tournées en Europe entre 2000 et 2004. En 2001 sort la compilation The Early Years: Dawn of Darkness. Le dernier album de Satanic Slaughter, Banished to the Underworld, est produit en 2002 avec l'étiquette Black Sun Records.
En mars 2006, le groupe est reformé avec de nouveaux membres. Cependant, le décès dû à une crise cardiaque de Ztephan Dark, qui était le seul membre originel de Satanic Slaughter, en avril 2006 met fin à l'histoire du groupe.

## Membres

### Derniers membres
- Ztephan « Dark » Karlsson – basse (1990-1997), guitare (1999-2006 ; décédé en 2006)[1]
- Stefan Johansson – guitare (1999-2006)[1]
- Simon Axenrot – basse (2003-2006)[1]
- Fredrik Nilsson – batterie (2006)[1]

### Anciens membres
- Ron B. Goat – basse (1985-1987)[1]
- Pontus Sjösten – batterie (1985)[1]
- Peter Svedenhammar – batterie (1985-1987)[1]
- Patrik Strandberg – guitare (1985)[1]
- Jörgen Sjöström – guitare (1985)[1]
- Mikki Fixx – guitare (1985)[1]
- Patrik « Kulman » – basse (1987-1989)[1]
- Mickie « Mique » Pettersson – batterie (1987-1997)[1]
- Robert Falstedt – batterie (1987-1989)[1]
- Jonas Hagberg – guitare (1987-1989)[1]
- Tony Kampner 	– chant (1987-1997)[1]
- Peter Blomberg – basse (1989)[1]
- Evert Karlsson – batterie (1989)[1]
- Gerry Malmström – batterie (1989)[1]
- Janne Karlsson – guitare (1989)[1]
- Patrik Jensen – guitare (1994-1997)[1]
- Andreas Deblèn – chant (1995-2005)[1]
- Richard Corpse – guitare (1996-1997)[1]
- Filip Carlsson – basse (1997-2003)[1]
- Robert Eng – batterie (1997-1998)[1]
- Kecke Ljungberg – guitare (1997-1999)[1]
- Martin Axenrot – batterie (1998-2006)[1]

## Discographie

### Compilation
- 2001 : The Early Years : Dawn of Darkness